# Alucita crococyma
Alucita crococyma là một loài bướm đêm thuộc họ Alucitidae. Loài này có ở Nam Phi.